# Maininseln in Schweinfurt

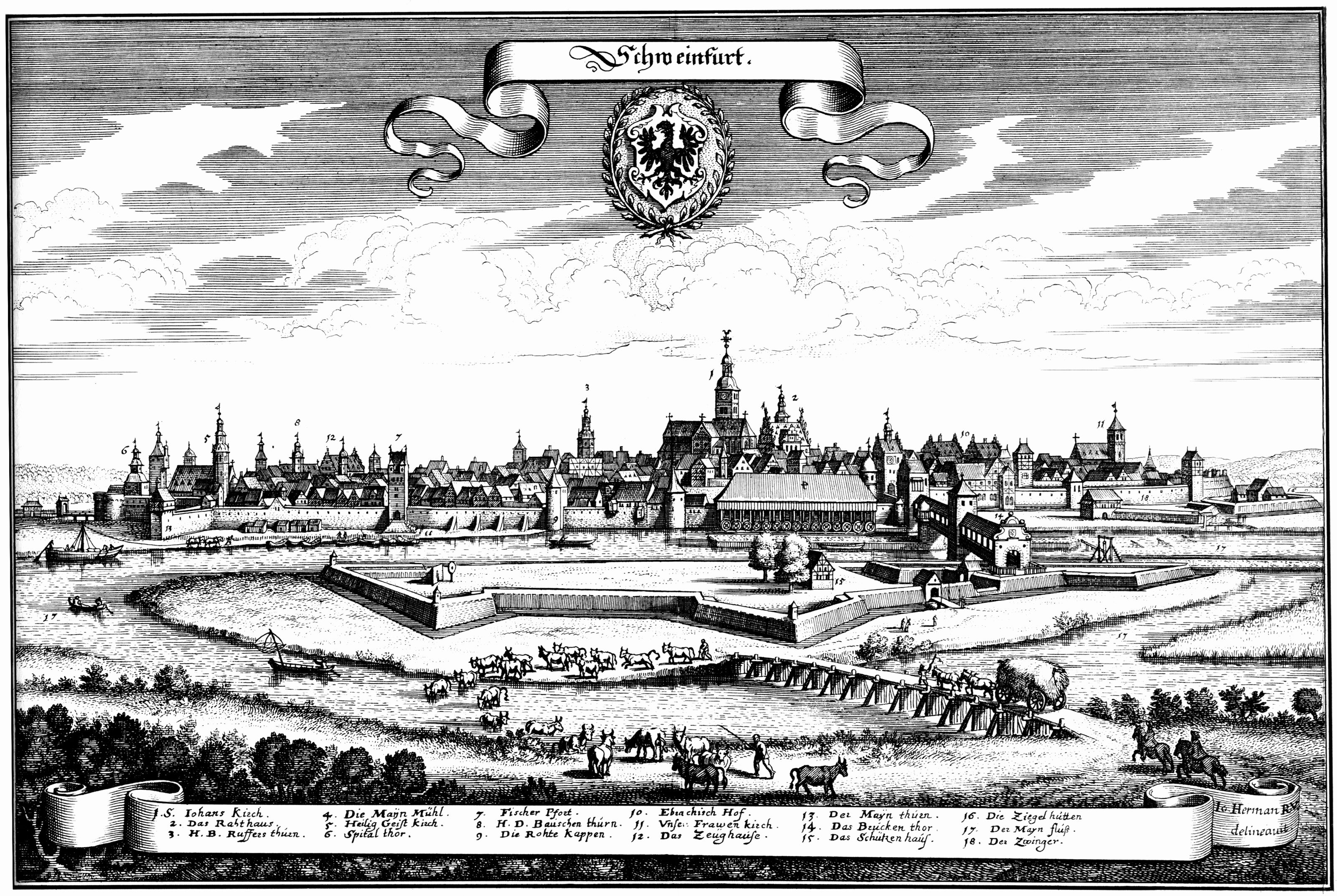
Matthäus Merian: Reichsstadt Schweinfurt im Jahre 1648.
Vorne der Saumain, dahinter der südmainische Brückenkopf auf der Maininsel Bleichrasen. Ganz rechts das westliche Ende der Böckleinsinsel

Der Main fließt von seinen 527 Kilometern Gesamtlänge auf rund 8 Kilometern, etwa zwischen Strom-km 336 und 328, durch Schweinfurt. Im Stadtgebiet lagen ursprünglich zwei Maininseln. Heute befinden sich im selben Bereich drei Inseln.

## Lage

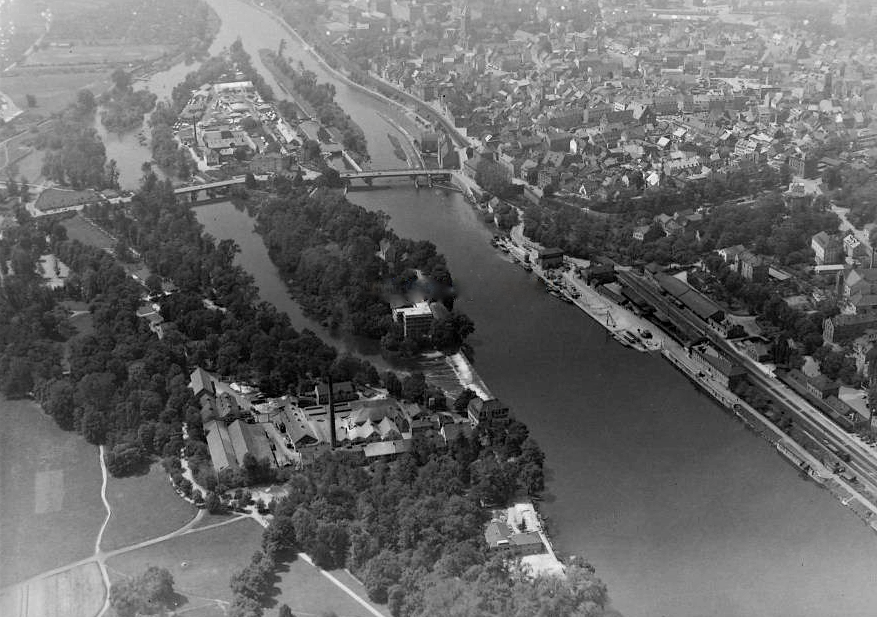
Schweinfurter Maininseln, vmtl. 1930er Jahre. Maininsel Bleichrasen (hinten) mit Schlachthof, dahinter Schweinfurter Volksfest

Die Maininseln liegen im Südwesten eines größeren Gewässerkomplexes zwischen der nordmainischen Schweinfurter Innenstadt sowie dem Hafen-Ost und der Gemeinde Sennfeld südlich des Mains. Der Gewässerkomplex am Nordrand des Schweinfurter Beckens besteht aus dem Main, dem Schleusenkanal, dem Saumain und dem Sennfelder Seenkranz. Dazwischen liegen Auwiesen, Auwälder und die Wehranlagen (Stadtpark) sowie kleinere bebaute Gebiete. Die Maxbrücke quert das Gebiet der Maininseln.

## Maininsel Bleichrasen

### Name
Maininsel Bleichrasen ist ein Kunstwort das nur in wenigen Veröffentlichungen vorkommt, um Verwechslungen mit den beiden benachbarten Inseln zu vermeiden. Die Insel wird heute meist nur Maininsel genannt, so auch in der Straßenbezeichnung. In früherer Zeit hieß sie Bleichrasen.

### Geographie
Die Maininsel Bleichrasen (6,93 ha; Stromkilometer 331,76 – 332,65; Lage) ist die größte der drei Schweinfurter Maininseln. Die Insel liegt zwischen dem Schleusenkanal im Norden und dem Saumain im Süden. Westlich (mainabwärts) der Insel schließt sich eine 360 m lange Mole an, die den unteren Schleusenvorhafen vom Saumain abtrennt. 
Der westliche Teil der Insel ist im Besitz des Wasserstraßen- und Schifffahrtsamtes Main. In diesem Bereich wurden in den 1960er Jahren Reihenhäuser für Schleusenwärter errichtet. Am oberen Schleusenvorhafen ist an der Insel eine Anlegestelle für die bis 130 m langen Fluss-Kreuzfahrtschiffe. Die Anfahrt zur Insel führt über die Marienbrücke und zuvor aus Richtung Altstadt über die Maxbrücke bzw. aus südlicher Gegenrichtung über die Ludwigsbrücke.

### Geschichte

#### Schanzen und Hafen
In historischer Zeit war die Insel eine unbesiedelte, südlich der Stadt vorgelagerte militärische Zone. Im 17. Jahrhundert wurde sie mit Schanzen zum südmainischen Brückenkopf ausgebaut (siehe: Schweinfurter Stadtbefestigung und Ringanlagen, Maininsel/Brückenkopf). Im 19. Jahrhundert befand sich im Westen der Insel ein Hafen mit zwei Hafenbecken und einer Werft.

Maininsel Bleichrasen im 19. Jahrhundert
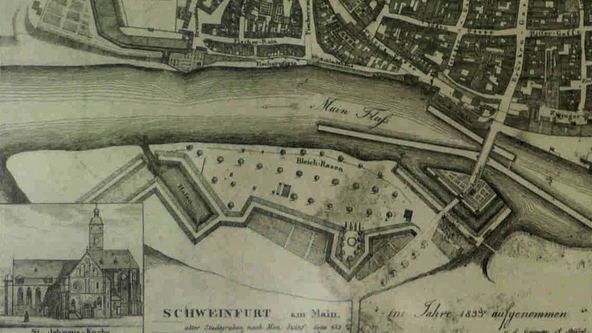
Katasterplan von 1833 mit Hafen
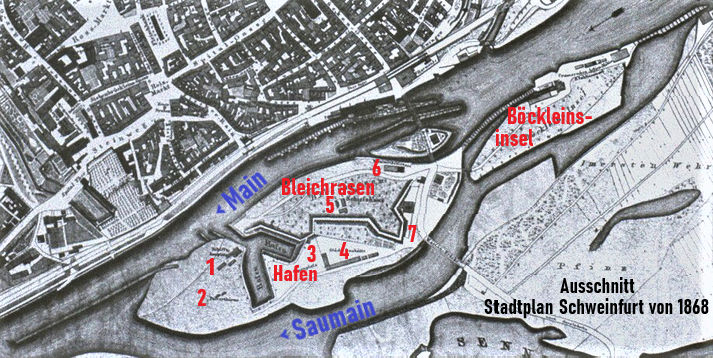
Katasterplan von 1868 mit Hafen 1 Werft; 2 Pulvertürme; 3 Turnplatz; 4 Städtische Bauhütte; 5 Schießhaus; 6 Schleuse; 7 Schanze

#### Schlachthof
1904 wurde  der neue Schlachthof auf der östlichen Hälfte der Insel in Betrieb genommen, anstelle des zu klein gewordenen Schlachthauses am Fischerrain (seit 1817). In den 1950er Jahren wurde auf der Maininsel ein neuer Schlachthof, mit moderner Shedhalle errichtet. 

#### Festplatz Bleichrasen
Die westliche Hälfte der Insel bestand aus dem Bleichrasen im engeren Sinn, einem Festplatz. Bis 1900 wurde dort das Schützenfest Vogelschuss abgehalten, danach wurde es an die Deutschhöfer Straße verlegt (siehe: Nördlicher Stadtteil, Schützenverein). 1909 fand auf dem Bleichrasen das erste Schweinfurter Volksfest statt, bis es 1958 an das Sachs-Stadion verlegt wurde (siehe: Musikerviertel, Schweinfurter Volksfest und mittleres, unteres Bild).

### Gegenwart
Nach Abzug des Volksfestes und Schließung des Schlachthofs fristete die Insel ein Schattendasein, trotz bevorzugter Lage, die nicht erkannt wurde. Infolge der Initiative der damaligen Oberbürgermeisterin Gudrun Grieser wurde 2004 das Konferenzzentrum Maininsel (KMI) eröffnet, mit einem größeren Vier-Sterne-Hotel. Altenheime und weitere Wohnhäuser im Luxussegment folgten und die Stadtbuslinie 81 wurde schließlich über die Insel geführt. So wurde die größte Maininsel seit Gründung der Reichsstadt Schweinfurt im 12. Jahrhundert erst im 21. Jahrhundert ein fester Bestandteil der Stadt. 

Maininsel Bleichrasen im 20. und 21. Jahrhundert
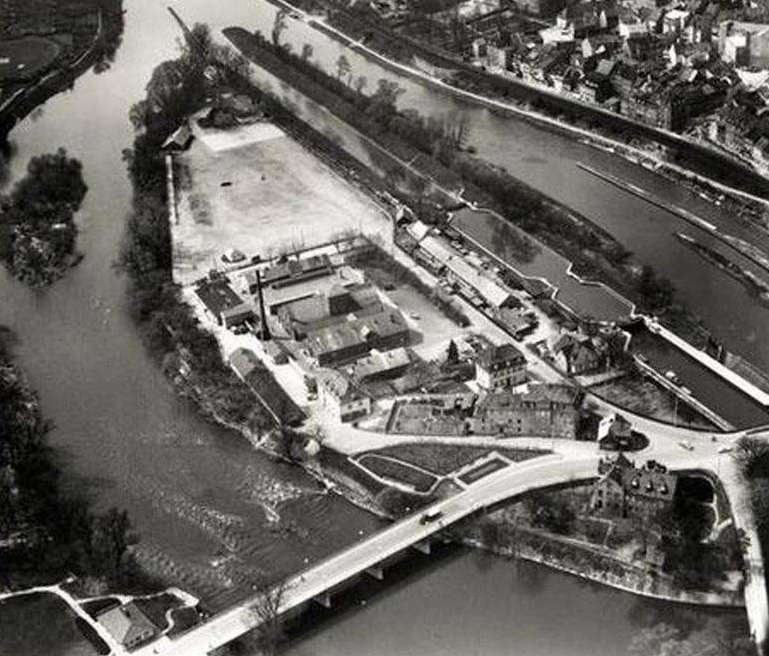
Blick auf die Insel. Vorne Schlachthof, hinten Festplatz Bleichrasen, vmtl. 1930er Jahre
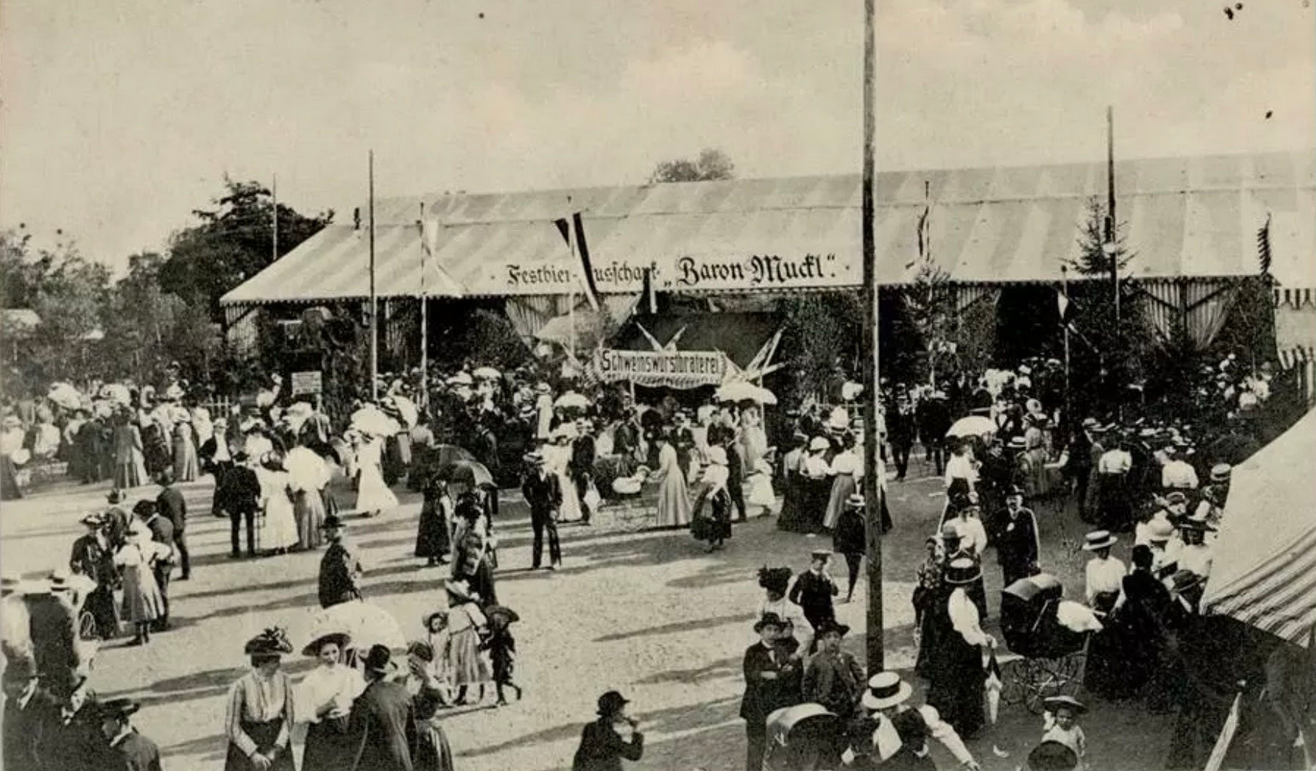
Schweinfurter Volksfest, vmtl. 1910er Jahre
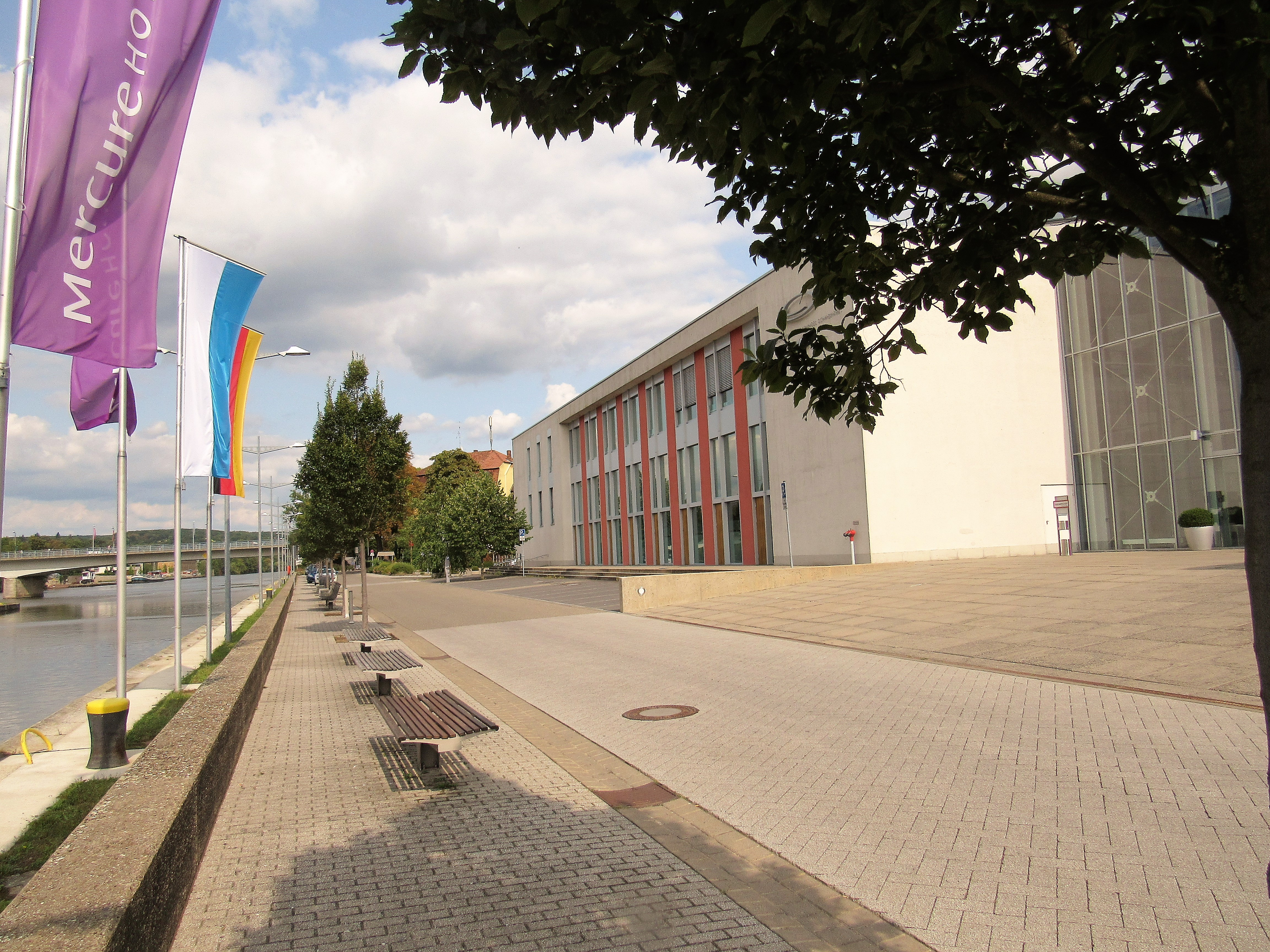
Konferenzzentrum Maininsel im Jahre 2017

## Böckleinsinsel

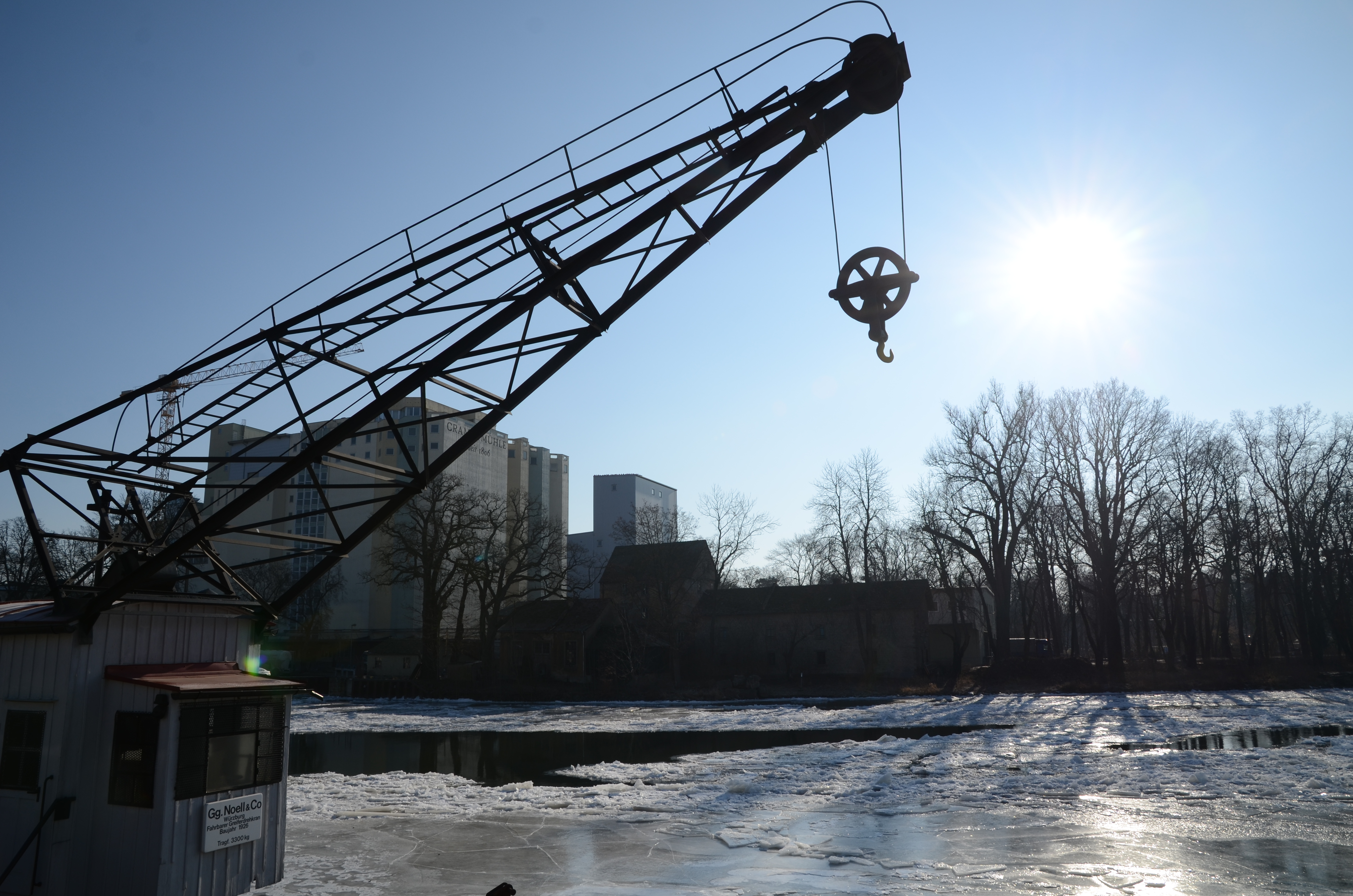
Blick über den Mainhauptarm auf die Böckleinsinsel, mit Getreidemühle und Hochsilos

Die Böckleinsinsel (2,70 ha; Stromkilometer 332,63 – 332,96; Lage) wurde im Volksmund früher auch Pfaueninsel genannt. Die beiden Namen gerieten weitgehend in Vergessenheit, der Ort wird heute als „Cramermühle“ bezeichnet. Die Insel liegt unmittelbar östlich von Bleichrasen zwischen dem nördlich gelegenen Hauptarm des Mains und dem südlichen Nebenarm Saumain, mit dem Naturschutzgebiet Saumain in der Stadt Schweinfurt.
Die Insel ist nur von Bleichrasen über eine Brücke über einen Main-Nebenarm erreichbar. An ihr befindet sich der Prototyp für das älteste Walzenwehr der Welt (siehe: Staustufe Schweinfurt, Walzenwehr). Da Bleichrasen aus nördlicher wie südlicher Richtung nur über zwei Brücken erreichbar ist, kann die Böckleinsinsel nur über drei Brücken erreicht werden. 
Die Böckleinsinsel ist seit 1806 im Familienbesitz und für Unbefugte nicht zugänglich. Auf der Insel befinden sich ein Wäldchen und eine Getreidemühle (Cramermühle), mit Hochsilos für die EG-Vorratshaltung der Bundesanstalt für landwirtschaftliche Grundversorgung (BALG) und eine Lände als Umschlagsstelle der Mühle. Im Mühlenkanal wurde eine Wildwasseranlage für Kanus eingerichtet.
Siehe auch: Denkmäler und Brunnen in Schweinfurt, Industrie-Denkmäler

## Schleuseninsel

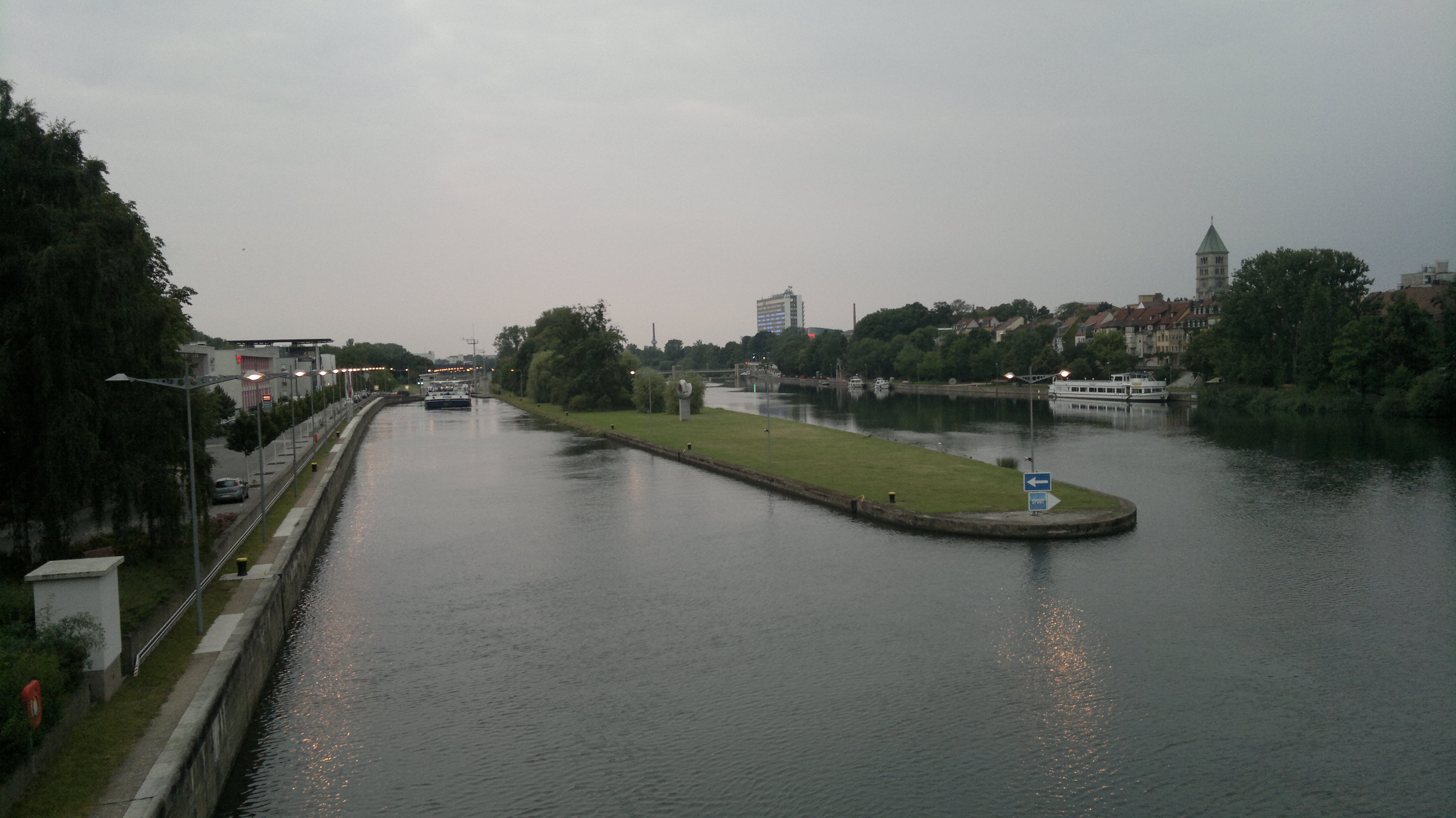
Schleuseninsel mit Monumentalskulptur Anker. Links Schleusenkanal, rechts der Hauptarm des Mains

Die Schleuseninsel (4,37 ha; Stromkilometer 331,48 – 332,55; Lage) liegt zwischen dem Hauptarm des Mains (im Norden) und dem Schleusenkanal (im Süden). Nach geografischer Definition handelt es sich um keine Insel, da sie künstlich entstand und von der einst größeren Maininsel Bleichrasen durch den Bau des Schleusenkanals abgetrennt wurde. Zur Unterscheidung wird sie aber allgemein als Schleuseninsel bezeichnet. Die Insel ist vollständig im Besitz des Wasserstraßen- und Schifffahrtsamtes Schweinfurt, nicht öffentlich befahrbar und für Unbefugte nicht zugänglich. 
Am nördlichen Rand der Insel befindet sich das Laufwasserkraftwerk Schweinfurt. Über die Insel verläuft eine Freihaltetrasse für eine zweite Schleuse (siehe: Staustufe Schweinfurt, Schleuse Schweinfurt). Zudem läuft quer über die Insel und über das westliche Ende der Maininsel Bleichrasen eine Freihaltetrasse für eine weitere Mainbrücke (siehe: Mainbrücken in Schweinfurt, Dritte Mainbrücke). Im östlichen Bereich der Insel steht die Monumentalskulptur Anker.

## Einstige Insel
Eine weit größere Maininsel schloss sich einstmals östlich an die drei heutigen Maininseln an (siehe: Sennfelder Seenkranz, Einstige Insel). Sie lag auf den heutigen Gebieten der Stadt Schweinfurt und der südmainischen Gemeinde Sennfeld und entsteht bis heute temporär bei großen Hochwassern.